# Laysanral
De laysanral (Zapornia palmeri synoniem: Porzana palmeri) is een uitgestorven vogel uit de familie van de rallen, koeten en waterhoentjes (Rallidae). Deze soort was endemisch op het eiland Laysan (Hawaïaanse eilanden), een eilandengroep midden in de Grote Oceaan.

## Verspreiding
Deze ral kwam voor op Laysan, maar stierf daar tussen 1923 en 1936 uit door de invoering van konijnen en cavia's door arbeiders die guano opgroeven op het eiland waardoor habitatverlies optrad. Er zijn pogingen gedaan om op naburige atollen populaties te vestigen, maar deze hadden geen succes. In 1944 stierven daar ook de laatste rallen uit door de introductie van ratten en mogelijk ook tropische stormen en militaire activiteiten.

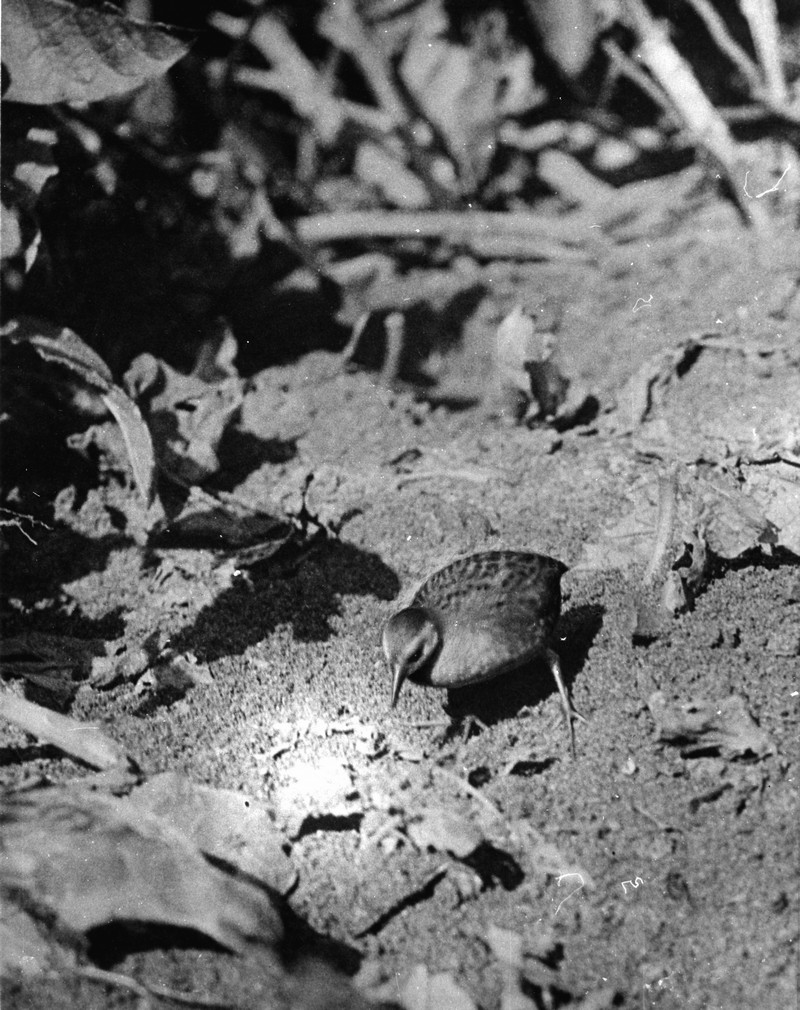
Een foto uit 1913 gemaakt door Alfred Marshall Bailey